# Michelle Lovretta
Michelle Lovretta est une scénariste et productrice canadienne surtout connue comme créatrice et productrice exécutive des séries télévisées Lost Girl et Killjoys,. Elle écrit également pour les séries Ma vie de star, Sydney Fox, l'aventurière, Mutant X et The Secret Circle.

## Biographie
Michelle Lovretta vend un scénario de long métrage intitulé The Fishing Trip lorsqu'elle a 21 ans ; elle suivait à l'époque un cours d'écriture scénaristique à l'université de York,,. En 1999, elle est sélectionnée pour participer à un programme de formation à l'écriture pour la télévision au Centre canadien du film, dirigé par Norman Jewison. À la fin de la résidence, son scénario pour un programme télévisé intitulé Sherpa Love est acheté par la chaîne CBC.

## Récompenses et distinctions
Elle est nommée pour un prix Gemini en 2006 pour la meilleure écriture dans une émission dramatique ou une mini-série pour le téléfilm Combat pour la justice, et à un autre prix Gemini en 2011 pour la meilleure écriture dans une série dramatique pour Lost Girl. En 2018, elle est nommée à un prix Aurora de la meilleure présentation visuelle pour la saison 3 de Killjoys.

## Filmographie

### Comme productrice
- 2004-2005 : Ma vie de star (13 épisodes)
- 2009 : De mères en filles (téléfilm)
- 2010-2011 : Lost Girl (26 épisodes)
- 2011-2012 : The Secret Circle (6 épisodes)
- 2015-2019 : Killjoys (42 épisodes)
- 2020 : Umbrella Academy (1 épisode)

### Comme scénariste
- 1998 : The Fishing Trip
- 2000-2001 : Sydney Fox l'aventurière (2 épisodes)
- 2001-2002 : The Associates (3 épisodes)
- 2003-2004 : Mutant X (5 épisodes)
- 2004 : Snakes & Ladders
- 2004 : Ma vie de star
- 2005 : Combat pour la justice (téléfilm)
- 2006 : Une mère à l'épreuve (téléfilm)
- 2007 : Dans la peau d'une ronde (téléfilm)
- 2009 : De mères en filles (téléfilm)
- 2011 : The Secret Circle (1 épisode)
- 2013 : Lost Girl: An Evening at the Clubhouse
- 2014 : Rogue (2 épisodes)
- 2010-2015 : Lost Girl (créatrice et scénariste)
- 2015-2019 : Killjoys (créatrice et scénariste)
- TBA : Horizon 2074 (créatrice et scénariste)

## Crédit d'auteurs
- (en) Cet article est partiellement ou en totalité issu de l’article de Wikipédia en anglais intitulé « Michelle Lovretta » (voir la liste des auteurs).